# Big Boys
Big Boys war eine frühe Hardcore-Band aus dem US-amerikanischen Austin. Die von 1979 bis 1984 bestehende Band brachte Elemente des Funk in die eher konservative Hardcoreszene ein und nahm so den Funk Metal vorweg.

## Geschichte
Die Band wurde 1979 von Randy „Biscuit“ Turner (Gesang), Tim Kerr (Gitarre) und Chris Gates (Bass) gegründet, die sich bereits seit ihrer Kindheit kannten. Damit waren die Big Boys eine der ersten Hardcore-Bands in Texas. Die Schlagzeuger wechselten häufig. Da Mitglieder der Band aktive Skater waren und ab März 1983 mehrfach mit Artikeln im Thrasher-Magazin bedacht wurden, sowie auf dessen Skate Rock!-Sampler vertreten sind, wird die Band auch dem Skatepunk zugerechnet. Der Hersteller Zorlac Skateboards produzierte ein Skateboard mit den Big Boys als Motiv. Die Band sah sich selbst als Hardcoreband und spielte auf Hardcorekonzerten, eckte auf Grund ihrer Funk-Elemente aber häufig an. Regelmäßig spielte die Band zusammen mit den Dicks – sowohl Big-Boys-Frontmann Turner als auch Dicks-Sänger Gary Floyd waren homosexuell. Zu den ersten Veröffentlichungen beider Bands gehörte ein gemeinsam aufgenommenes Livealbum. Turners Bühnenkostümierung – er trat häufig in Tutus und rosa Cowboystiefeln auf, manchmal auch in einem Anzug aus in Frischhaltefolie eingeschweißten Sandwiches – ließen die Big Boys unter den anderen Bands der entstehenden Hardcoreszene Austins hervorstechen. Auch der Rest der Band beteiligte sich an Bühnenkostümierungen, so traten die Big Boys beispielsweise als Mitglieder des Ku-Klux-Klan verkleidet auf.
Ab 1982 begann die Band, zwei Posaunen und eine Trompete in ihre Musik zu integrieren. Die Bläsersektion wurde von Nathan Gates geleitet, dem Bruder von Bassist Chris Gates. Der so entstandene Sound bewegte sich immer weiter weg vom Punk bzw. Hardcore und änderte auch die Art von Bands, mit denen die Big Boys gemeinsam auftraten. Eine Band, die als Vorgruppe für die Big Boys eröffnete, waren beispielsweise die zu diesem Zeitpunkt noch unbekannten Red Hot Chili Peppers. Den Big Boys gereichte auch während dieser Zeit zum Vorteil, wegen ihrer ungewöhnlichen Shows eine zahlreiche und loyale Fangemeinde in Austin zu haben. Ian MacKaye äußerte sich über einen Auftritt seiner Band Minor Threat in Austin, bei dem die Big Boys als Vorgruppe agierten:

„The next band went on stage - the almighty Big Boys. I felt humilated, how could we play after this? The Big Boys pulled out the stops. More enormous men, decorated in jump suits, food props, great songs, a horn section, 200 friends on stage singing and dancing... We were fucked.“

„Die nächste Band betrat die Bühne - die allmächtigen Big Boys. Ich fühlte mich erniedrigt, wie konnten wir nach denen spielen? Die Big Boys zogen alle Register. Lauter Schränke in Trainingsanzügen, Lebensmittel als Show-Utensilien, tolle Songs, eine Bläsersektion, 200 Freunde von denen auf der Bühne am Singen und Tanzen... Wir waren im Arsch.“

Im Folgejahr traten Minor Threat in Austin folgerichtig als Vorgruppe der Big Boys auf. Nach einer ausgedehnten Tournee im Jahr 1984 nahmen Spannungen innerhalb der Band zu. Am 23. September 1984 spielten die Big Boys ihre letzte Show im Liberty Lunch in Austin als Vorgruppe von Samhain. In den 2010er-Jahren wurden die Alben der Band neu aufgelegt.
Sänger Randy Turner war nach dem Ende der Band als Autor auf Poetry-Slams und als Schauspieler in Theateraufführungen aktiv. Er starb 2005 an einer durch eine unbehandelte Hepatitis-C-Infektion hervorgerufene Leberzirrhose. Gitarrist Tim Kerr spielte in verschiedenen Bands verschiedener Genres und wurde 1996 in die Texas Music Hall of Fame aufgenommen. Er stellte außerdem international als Maler aus und arbeitete als Techniker für den Büchereibetrieb der University of Texas. Bassist Chris Gates wurde 1987 Gitarrist der Hard-Rock-Supergroup Junkyard. Rey Washam spielte nach dem Ende der Big Boys unter anderem bei Lard, Ministry, Rapeman, Scratch Acid und Tad. Timothy Kopra, einer der Posaunisten der Band, wurde später Astronaut.

## Stil und Rezeption
Die Big Boys wurden primär wegen ihrer Zugehörigkeit zur texanischen Szene und weniger wegen ihrer Musik dem Hardcore zugerechnet. Gemeinsam mit JFA und Agent Orange werden sie zur Speerspitze der US-amerikanischen Hardcore-Skate-Szene gezählt. Musikalisch präsentierten sie punkige Rockmusik, die in puncto Geschwindigkeit und Tempiwechsel an den Hardcore angelehnt war, aber durch ihre Basslastigkeit und Rhythmik deutliche Funk-Elemente enthielt und den Funk Metal vorwegnahm. Die Musik der Band wurde oft als „Skate Rock“ bezeichnet oder auf Flyern als „Funk Punk“ angekündigt. Das Fanzine Rest Assured sah die Band „weit jenseits der Verwinkeltheit des Post-Punk und der Machismen des Hardcore“. Allmusic sah „wütende, schnelle Gitarren und fette, funkige Backbeats“, wobei die „Sexyness der funkigen Rhythmussektion hinter die ultraschnelle Geschwindigkeit und das nicht so sexy Geprügel“ zurückfalle. Redakteur John Dougan wertete, die „Transition vom Speedcore-Geschimpfe zu tanzbarem Funk & Roll (sei) selten so eloquent“ geschehen. Die gepresste Stimme von Sänger Turner erinnerte an den frühen Feargal Sharkey von den Undertones; der Austin Chronicle bezeichnet sie als „melodisches und bluesiges Gejaule, das an (...) Janis Joplin erinnern würde, (wenn diese) mit Whiskey und Vulkansand gurgeln würde“. Der Musikjournalist George Hurchalla hielt fest, dass die Big Boys primär als Funkband begonnen hätten und erst später mit dem Attribut „Punk“ und noch später mit dem Attribut „Hardcore“ versehen worden sei. Die Band sei ob ihres Gebarens einzigartig in der Punklandschaft der Vereinigten Staaten gewesen, habe innerhalb Austins aber als Brücke zwischen verschiedenen Fraktionen der Szene fungiert und habe für die Diversität des Punks gestanden.
Die Wochenzeitung Phoenix New Times wählte das 1980 erschienene Split-Album der Band mit den Dicks in ihre 2015 veröffentlichte Liste der „10 besten Skatepunkplatten aller Zeiten“.

## Diskografie
- 1980: Frat Cars (EP, Big Boys Records)
- 1980: Recorded Live At Raul's Club (Split-Album mit The Dicks, Rat Race Records)
- 1981: Where's My Towel / Industry Standard (Wasted Talent Records)
- 1982: Fun, Fun, Fun... (EP, Moment Productions)
- 1983: Lullabies Help The Brain Grow (Moment Productions)
- 1985: No Matter How Long The Line Is At The Cafeteria, There's Always A Seat! (Enigma Records)